# Mario & Luigi: Dream Team Bros.
Mario & Luigi: Dream Team Bros., conosciuto in Nord America come Mario & Luigi: Dream Team e in Giappone come Mario & Luigi RPG 4: Dream Adventure (マリオ&ルイージRPG4 ドリームアドベンチャー?, Mario ando Ruīji Aru Pī Jī Fō: Dorīmu Adobenchā) è un videogioco di ruolo per Nintendo 3DS. È il quarto capitolo della serie Mario & Luigi, parte del più ampio franchise di Mario. Annunciato il 14 febbraio 2013 e pubblicato nell'estate dello stesso anno, introduce una nuova meccanica di gioco legata ai sogni di Luigi e, per la prima volta nella saga, sarà presente l'aiutante di uno dei precedenti titoli della serie: Dorastella (apparsa in Mario & Luigi: Viaggio al centro di Bowser), accompagnata da Sognoberto, Principe del Regno Guanciale e sovrano dei Guancialini.

## Trama
Al Castello della Principessa Peach, nel Regno dei Funghi, viene spedita una lettera da un personaggio misterioso, che si rivela poi il Dottor Abbiocco. Nella lettera viene offerta una vacanza sull'isola Guanciale. Accompagnata da Mastro Toad, altri Toad accompagnatori e, ovviamente, Mario e Luigi, Peach parte subito, su uno Zzzeppellin (dirigibile dell'Isola Guanciale) dove un "cagnolino" fa compagnia ai passeggeri. Tutti sono ignari di quello che accadrà sull'Isola. Luigi, che ama dormire beatamente, si addormenta durante il viaggio e comincia a sognare. Nel suo sogno il cagnolino aveva una specie di televisione sulla schiena, dove appare il Dottor Abbiocco che dice di essere il proprietario dell'Isola Guanciale. Poi dice che c'era, oltre a loro, un altro passeggero molto interessante a bordo. Quando lo schermo si spegne, un bizzarro cuscino viola circondato da un'aura oscura precipita sul dirigibile. Dal cuscino appare una mano che scaraventa alcuni accompagnatori per aria. Poi appare un misterioso ed inquietante personaggio, dal lungo mantello, che combatte contro Mario. Anche se viene indicato come ???, il personaggio sarebbe Inkubak, re dei pipistrelli. Ovviamente è una versione che, con qualche salto, viene sconfitto (il vero Inkubak che si affronterà più avanti sarà un boss davvero difficile da sconfiggere). Una volta sconfitto "???", il pallone dello Zzzeppellin scoppia, quando riappare il Dottor Abbiocco che dice con voce forte: - PROSSIMA FERMATA: ISOLA GUANCIALE!
Al risveglio di Luigi, il dirigibile è già atterrato nell'Aeroporto Guanciale e tutti sono calorosamente accolti da Luc Bloque (un personaggio incontrato durante l'avventura precedente). Luigi però rimane indietro perché si addormenta di nuovo. Luc Bloque inizia con il "Quiz di benvenuto" dove bisogna rispondere a due domande (una è vera e l'altra è falsa). Poi, Luc Bloque fa credere di essere cattivo liberando dei Kroomba (dei mostri) che vanno sconfitti. Poi, al Castel Guanciale, Mario e Luigi (che si è svegliato) incontrano Dorastella (apparsa nel gioco precedente) che si unisce a loro. Luc Bloque ha però un'altra sorpresa per il gruppo: nel teatro, viene proiettato un filmato del Dottor Abbiocco che parla dell'antico Regno Guanciale e del suo Popolo, i Guancialini. La Principessa e Mastro Toad salgono sul palco, che all'improvviso si trasforma in una piattaforma a razzi semovente, che trasporta i due nelle profondità antiche e remote del Castello. Quando il palco torna indietro, Mario e Luigi salgono per salvare Peach e Mastro Toad. Arrivati nei sotterranei, la fiamma di una torcia si trasforma in uno spirito violaceo, Ombracino, che dice che bisogna affrontare numerose insidie nelle stanze per arrivare alla fine dei sotterranei. Nella stanza seguente bisogna saltare a turno e contemporaneamente. Nell'altra stanza bisogna saltare ed orientarsi in un labirinto con dei Kroomba sotto... nella stanza seguente ancora bisogna superare altrettanti Kroomba che formano una croce rotante. Nell'ultima stanza Peach e Mastro Toad sono circondati da quattro Ombracino. Quando i fratelli e Dorastella arrivano, gli spiriti spariscono. Sotto una misteriosa statua nella stanza si trova una strana pietra a forma di "cuscino". Preso il cuscino, la statua si anima e gli Ombracino riappaiono attaccando Mario e Luigi per riavere il tesoro (il cuscino.) Questa è la prima battaglia boss. Una volta sconfitti i quattro spiriti, tutti vanno nella Sala delle Collezioni del Dottor Abbiocco, dove, sopra il letto del principe dei Guancialini, Luigi si addormenta col cuscino di pietra. Improvvisamente appare un portale per il Mondo Onirico, mondo parallelo al nostro, il mondo dei sogni. Un'entità malvagia spunta dal varco e rapisce Peach. Mario, spinto da una voce, entra nel Mondo Onirico e si ritrova nel Castel Guanciale Onirico, dove incontra Luc Bloque onirico e Oniriluigi, versione onirica di Luigi. Quando i fratelli raggiungono l'entità, questa crea una copia onirica malvagia di Mario, Onirimario (il secondo boss) e va affrontato. Sconfitto Onirimario, l'entità scappa nelle viscere del Mondo Onirico, in un varco che si richiude. Una voce spinge Mario e Oniriluigi a proseguire quando trovano un frammento d'incubo e lo rompono. Quindi appare il Guancialino intrappolato (il cuscino di pietra era infatti un Guancialino pietrificato) che poi, nel Mondo Reale si rivela il Principe Sognoberto, principe del Regno Guanciale. Mario, Luigi e Sognoberto si alleano e il Principe consiglia ai due fratelli di salvare il Decano dei Guancialini, Vecchioniro, che sa tutto ciò che accade nel Mondo Onirico.
Andando a Buonparco, il ponte si rompe e i due precipitano in aree sotterranee risalenti al Regno Guanciale. Risalendo con un tubo, i fratelli arrivano finalmente a Buonparco, dove, alla Manutenzione di Brikle, sconfiggono il cattivo Dormobot (terzo boss) e salvano Vecchioniro. Intanto però hanno già salvato molti altri Guancialini. Vecchioniro, a Buonparco Onirico, apre col suo coniglio un varco per l'Abisso del Mondo Onirico, dove si trova Inkubak con Peach. Mentre Mario e Oniriluigi entrano nell'Abisso, Sull'Isola Guanciale arriva Bowser, accompagnato dal mentore magikoopa Kamek e dal trio élite (Goombronio il Goomba, Paracaio il Paratroopa e Tipo Tizio, un Tipo Timido verde). Il malefico Re dei Koopa approfitta del varco onirico sopra Luigi per entrare nel sogno. Qui si allea con Inkubak e combatte contro Mario per la quarta battaglia boss quando poi fuggono lasciando la principessa con Mario e Oniriluigi. Inkubak e Bowser, usciti dal Mondo Onirico, scappano per rubare la Pietra Onirica. Mario esce dal sogno e con Luigi, Dorastella e Sognoberto corre alle Sonnosabbie per cercare la Pietra Onirica.
Qui trovano il deserto come un cantiere gestito da Chiosira. Qui i fratelli devono affrontare un ostacolo insuperabile: la colata di sabbia. Per poter superarla, bisogna, con la trivella, distruggere le pietre dove i Guancialini custodi sono intrappolati. Questi Guancialini hanno delle pietre che aiutano i fratelli a superare le colate di sabbia. Le pietre si incastrano nelle statue vicino alle colate e spuntano delle scale, così i nostri eroi superano finalmente le colate. Ma intanto un mostro, il Cornogon, ha creato un po' di scompiglio nel cantiere ed è fuggito. Quando Chiosira sale le scale, lo incontra e viene divorata! Ma Mario e Luigi lo sconfiggono. Questa è la quinta battaglia boss. Quando gli operai portano via Chiosira, Mario, Luigi, Dorastella e Sognoberto raggiungono il dormipunto dov'era la Pietra Onirica. Ma i nostri eroi arrivano in ritardo e infatti, poco dopo, Inkubak e Bowser appaiono con la Pietra Onirica, e volano via a gran velocità. Sognoberto consiglia a Luigi di addormentarsi sul dormipunto per far incontrare a Mario, nel sogno, lo Spirito della Pietra Onirica, che magari sa dove, nel Mondo Reale, è stata portata la Pietra Onirica. Quando, nelle Sonnosabbie Oniriche, Mario e Oniriluigi incontrano lo Spirito, che però scappa più volte da loro perché vuole dormire. Alla fine si arrabbia e si trasforma nello Scavabot, primo Boss Gigante. Anche Oniriluigi diventa Megaluigi e sconfigge lo Scavabot, che si ritrasforma nello Spirito della Pietra Onirica e dice dove si trova la Pietra: a Pigiamonte, il vulcano dell'isola. Quindi, dopo essere uscito dal sogno, Mario, insieme a Luigi, Dorastella e Sognoberto, va a Risvegliopoli, a ovest di Buonparco, per prenotare una gita al Centro Turistico.
Attraversando un sentiero pieno di mostri, il gruppo raggiunge il villaggio, e, esplorando in giro, entrano nello studio fotografico di Lilli Koopa, incontrano un ladro che scappa via alla ricerca di un tesoro da rubare, scoprono come aprire i cancelli delle rovine, salvano tanti Guancialini... e, andando al Centro Turistico, scoprono che le guide sono alla Piazza dell'Orologio. Qui incontrano Muscobaffo Verde, una delle guide, che non può partire perché il fratello, Muscobaffo Rosso, non si trova. Mario, Luigi e i compagni scoprono che Muscobaffo Rosso si è addormentato in un dormipunto e Sognoberto dice che bisogna svegliarlo, perché se non si sveglia rischia di dormire tutta la vita! Quindi, Luigi si addormenta vicino a Muscobaffo e Mario entra nella Risvegliopoli Onirica, dove incontra un Conchiglino verde (che nel Mondo Reale è il receptionist del Centro Turistico) che fa telefonate a Muscobaffo Rosso. Nel sogno bisogna sconfiggere i quattro Allievi di Muscobaffo Rosso (il sesto, il settimo, l'ottavo e il nono boss) e poi, il Conchiglino si rivela Muscobaffo che va affrontato anch'esso nella decima battaglia boss. Una volta sconfitto si sveglia e finalmente, tutti vanno a Pigiamonte, per una pompatissima scalata per la vetta di Pigiamonte.
Pigiamonte è però un luogo pieno d'ostacoli, come burroni, baratri lavici, fessure e rocce e cancelli insuperabili. Quindi i fratelli Muscobaffo insegnano ai nostri eroi delle abilità utili per superare gli ostacoli. Ma i cancelli insuperabili sono un enigma anche per le muscolose guide. Ma quando Sognoberto nota degli enormi guancialini pietrificati, ha un'illuminazione: consiglia a Luigi di dormire sugli enormi cuscini di pietra. Nel sogno, Mario e Oniriluigi distruggono dei grandi frammenti d'incubo! Risvegliati i primi due Guancialoni, questi distruggono il primo cancello insuperabile, e, più in alto, altri due Guancialoni pietrificati! Ma Mario entra nei sogni di Luigi e risveglia altri due Guancialoni, che spaccano il cancello di pietra! Ma un altro ostacolo molto più difficile da superare attende il gruppo: Mammoshka, guardiano della vetta metà mammuth e metà matrioshka, sta li, dormiente. I fratelli Muscobaffo lo superano senza emettere rumori, ma Luigi starnutisce e Mammoshka si sveglia, attaccando Mario e Luigi. Mammoshka è l'undicesimo boss. Sconfitto Mammoshka, il gruppo prosegue, finche Mario, Luigi, Dorastella e Sognoberto raggiungono finalmente la vetta di Pigiamonte. E lì trovano Bowser, Inkubak, Kamek e il trio élite (Goombronio, Paracaio e Tipo Tizio). E con loro c'è, luminosa e chiara, la Pietra Onirica! Quando Inkubak rivela la sua vera forma, fa accendere uno stereo da cui proviene ininterrottamente una musica lenta, noiosa e soporifera: il Dormiritmo! Subito crollano dal sonno Kamek, Goombronio, Paracaio e Tipo Tizio... ma su Bowser, Inkubak, Dorastella e Sognoberto non ha alcun effetto... Ma per quanto riguarda il nostro duo di eroi, il Dormiritmo ha un effetto immediato e tocca a Dorastella dare degli spintoni a Mario e Luigi per svegliarli. Mario si sveglia, ma Luigi resta a dormire addirittura in piedi! E pian piano, il Dormiritmo si diffonde su tutta l'Isola Guanciale, dal Castello al Parco, dal Deserto alla Città, insomma, tutti, ma proprio tutti, si mettono a dormire, e da loro, le sfere oniriche arrivano fin sulla vetta di Pigiamonte per dare energia alla Pietra Onirica... così da permettere a Bowser e Inkubak di usarla! Intanto, il gruppo di eroi ha trasportato Luigi fino ad un altro dormipunto, ma, a Pigiamonte Onirico accade qualcosa di spaventoso... il sonno di Luigi, per via del Dormiritmo, è disturbato, e diventa così profondo che il portale onirico si richiude! Così Mario e Oniriluigi, esplorando, arrivano sulla vetta di Pigiamonte Onirico, e li fanno un incontro inaspettato... una versione più piccola ma vivente del Pigiamonte! E così, i fratelli pensano che facendo scoppiare la bollicina che Pigiamonte ha sul naso, potrebbero provocare un'eruzione che riaprirebbe il varco onirico. Ma, scoppiata la bollicina, Pigiamonte si arrabbia e attacca Mario e Oniriluigi... così, Oniriluigi si trasforma di nuovo in Megaluigi e sconfigge Pigiamonte nel secondo scontro fra titani. Una volta sconfitto Pigiamonte con la distruzione fratelli, il portale si riapre e Mario esce dal sogno. Ma non c'è tempo di chiacchierare, che Bowser e Inkubak ricompaiono con la Pietra. Poi scappano via. Ma Sognoberto va verso un cespuglio e trova il blocco condotto... e quando Mario lo colpisce, tutti i condotti si diffondono in poco tempo sull'Isola Guanciale. Sognoberto consiglia ai fratelli di entrare nella grotta vicina. Mario e Luigi entrano... e trovano un grande condotto. Entrano... e si ritrovano nel piano interrato di Castel Guanciale. Intanto però, sulla vetta di Pigiamonte, Bowser, Inkubak e gli altri finalmente usano la Pietra Onirica... e il malefico Re dei Koopa desidera... ...desidera... ...desidera... ...desidera di avere un castello per regnare sull'Isola Guanciale. E, dopo una grande nuvola di luce... Un minaccioso castello dai colori oscuri compare dal nulla nel cielo. E come se nulla fosse, con tre raggi laser dai colori violacei disintegrano completamente le isolette circostanti! Uno spettacolo terrificante. Una minacciosa barriera circonda il castello facendolo restare perennemente in aria. Intanto, tutti gli abitanti e i turisti dell'Isola Guaciale, scappano all'Aeroporto Guanciale, che viene però immediatamente chiuso per il sovraffollamento.
Quando i nostri eroi scoprono che Peach e Mastro Toad sono scappati alla Dormiriva, si precipitano lì. Mario e Luigi trovano la principessa Peach e Mastro Toad al negozio di Lucrezia Blocco. Lucrezia consiglia al duo di fratelli di nascondere Peach nel Mondo Onirico. Così, dopo aver creato un ponte premendo un pulsante, Mario entra nei sogni di Luigi che dorme su un dormipunto. E qui, Mario, Peach, Oniriluigi e Sognoberto si accorgono che quell'area della Dormiriva Onirica è cortissima... e subito dopo incontrano uno strano cavalluccio marino, Ippoprimo. E Ippoprimo dice che può espandere la Dormiriva Onirica con tre Uova oniriche. Mario esce quindi dal sogno e Luigi dorme in altri dormipunti e Mario, nei sogni, incontra i fratelli di Ippoprimo: Ippo Z, Ippogag e Ipponia, che consegnano a Mario e Luigi le tre Uova oniriche. Quindi il gruppo torna da Ippoprimo, che con le tre uova espande la Dormiriva Onirica che diventa enorme! I nostri eroi portano Peach in un luogo isolato... e lì, una brutta sorpresa lascia di stucco i due fratelli: i condotti si chiudono improvvisamente, lasciando Mario e Luigi soli con Peach... E, ad un certo punto, Peach emette una risata molto familiare per i nostri eroi... e... Peach si trasforma in Kamek! E, all'improvviso, appare il trio élite (Goombronio, Paracaio e Tipo Tizio). E, nella dodicesima battaglia boss che sta cominciando, viene affrontato proprio il Trio Elite! E, dopo che Mario dà la brutta notizia a Dorastella e Mastro Toad, tutti ritornano da Lucrezia Blocco, che annuncia però che il Dottor Abbiocco è tornato sull'isola. Tutti corrono a Castel Guanciale per incontrarlo.
E, dopo una lunga chiacchierata con il Dottor Abbiocco, lui consiglia di trovare indizi che hanno a che fare con il leggendario Piumadormo, uccello divino che viveva con i Guancialini, e, poi, risvegliarlo nel Mondo Onirico. Quindi, Luigi si addormenta sul letto di Sognoberto, mentre Mario entra nel Castel Guanciale Onirico e Sognoberto apre una porta per l'Abisso del Mondo Onirico. Dopo che Mario e Oniriluigi attivano delle luci, la Statua di Piumadormo si illumina facendo apparire caratteri dei Guancialini. Sognoberto traduce per i fratelli: - "Chi cerca il potere di Piumadormo... ...deve montare l'Ultraletto... ...i cinque pezzi sono... ...la Cornice Pigiamonte, giace su Pigiamonte... ...il Sonnomaterasso, dorme a Sonnosabbie... ...la Testiera Buonalbero, riposa a Buonparco... ...le Medulenzuola Dormiriva, poltriscono a Dormiriva... ...e le Piume di Piumadormo, cimeli di famiglia adagiati nel Castel Guanciale... ...i pezzi devono essere assemblati da un artigiano Guancialino... ...gli artigiani si radunano sulla Risveglisola... ...portate i cinque pezzi a un artigiano, e solo allora l'Ultraletto potrà essere completato..."
Subito i nostri eroi si precipitano in ogni dove per trovare i pezzi dell'Ultraletto!!!
E dopo un'altra pompatissima scalata del monte assieme ai fratelli Muscobaffo... finalmente, dentro una grotta dalla vegetazione mistica e le pietre scure... la Cornice Pigiamonte intrappolata in un frammento d'incubo! Così, con Luigi che dorme in un altro dormipunto molto particolare, Mario riesce a distruggere il frammento d'incubo e la cornice torna come nuova, di un brillante colore marrone!
E subito dopo... i nostri eroi si trovano al Ring del Castel Guanciale, e sconfiggendo il potente Dormobot + (Boss + del Ring), ottengono un premio molto apprezzato: le Piume di Piumadormo, dal bellissimo colore roseo e dalla morbidezza unica!
E a Buonparco, il gruppo aiuta il signor Brickle a spazzare via i massi in alcune aree del parco infestate dai mostri, e viene accompagnato fino ad un'area dove, dal colore bluastro e dall'imponente misura, sta la Testiera Buonalbero, ricavata da un albero ora avvizzito!
E, in una gita nelle Sonnosabbie, superando degli ostacoli e entrando in una grotta, Luigi dorme su un dormipunto e Mario, nel Mondo Onirico, trova il Sonnomaterasso! Le Sonnogocce si sono pietrificate sul dormipunto e, nel Mondo Onirico, hanno formato un morbito materasso dai colori chiari!
E, nel negozio di Lucrezia Blocco, alla Dormiriva, Lucrezia mostra una stele antica che ha trovato in spiaggia. Sognoberto s'accorge che sulla stele c'è incisa una scritta con i caratteri dei Guancialini! E, arrivati ad una misteriosa porta, il principe dei Guancialini pronuncia il codice segreto sulla stele e... ...la porta si apre rivelando una grotta nascosta! E, dopo numerosi ostacoli... le Medulenzuola Dormiriva, dal colore bianco! Peccato, però, che dei Tipi Timidotteri R arrivano improvvisamente rubano le lenzuola davanti agli occhi dei nostri eroi! Per fortuna che, una volta raggiunti i ladri all'Aeroporto Guanciale (e sconfitti nella tredicesima battaglia boss), i nostri eroi riprendono le Medulenzuola Dormiriva... ma Dorastella afferma di aver capito che le Medulenzuola sono fatte di viscida e ripugnante pelle di medusa! Povero Luigi, che dovrà dormire in un letto viscido e puzzolente di pesce!
Una volta che i nostri eroi trovano tutti i pezzi, corrono a Risvegliopoli (la Risveglisola) per cercare l'artigiano Guancialino. E, andando verso delle rovine nascoste, i nostri eroi avvistano il Torcibruco (che sarà il quattordicesimo boss), e vedono Champo, il ladro, (che sarà il quindicesimo boss). Dopo aver sconfitto i due boss, il Torcibruco continua a inseguire Champo perché è molto arrabbiato! Mentre invece il duo di fratelli salta su una balaustra e attraversano degli anelli, raggiungendo un sentiero sovraelevato che conduce alla casa di Cuscinefilo, la persona più ricca di tesori dei Guancialini. Una volta arrivati al secondo piano della casa, Mario, Luigi, Dorastella e Sognoberto si presentano a Cuscinefilo e lui rivela l'entrata nascosta per il seminterrato. E quando il gruppo scende giù, trova un ampio ambiente pieno di tesori, un grande cuscino e un Guancialino pietrificato. Subito Sognoberto afferma che il Guancialino è Faberletto, l'artigiano dei Guancialini di cui parlava la scrittura antica che ha fatto apparire la statua di Piumadormo. Così, Luigi si addormenta sul grande cuscino (un dormipunto) e Mario, nel sogno, attiva accidentalmente l'allarme di Titanosveglio, il terzo Boss Gigante, e Oniriluigi, che si trasforma in Megaluigi, affronta il colossale boss fino a sconfiggerlo. Distrutto Titanosveglio, il frammento d'incubo di Faberletto viene rotto da Mario, così l'artigiano si risveglia e può finalmente dirigersi a Sonnambosco per andare alla sua bottega. Tutti quanti corrono a Sonnambosco per trovare Faberletto e costruire l'Ultraletto.
Arrivati alla Bottega, i nostri eroi danno all'artigiano i cinque pezzi e poco dopo, rispunta con un bellissimo letto, che Mario intasca subito. Faberletto dice però che per risvegliare Piumadormo bisogna andare al Tempio Guanciale, posto traboccante d'energia onirica. Durante il cammino, Mario e Luigi salvano numerosi Arciguanciali, protettori del Tempio. Gli Arciguanciali consegnano al gruppo delle pietre utili per costruire il ponte per andare al Tempio. Nel cammino il gruppo incontra anche le talpe Nommon, che costringono i fratelli a giocare ad un gioco con gli anelli. Salvati gli Arciguanciali e costruito il ponte, Mario, Luigi, Dorastella e Sognoberto raggiungono il Tempio Guanciale. Ma al centro del Tempio un oggetto di forma cilindrica impedisce al gruppo di posizionare l'Ultraletto. E quando Mario martella il cilindro, compare un enorme Robot-Guardiano alato: Guancialdium, il Guardiano del Tempio Guanciale. Sconfitto il sedicesimo boss (Guancialdium), Mario posiziona l'Ultraletto e Luigi si addormenta. Mario, nel Sonnambosco Onirico, scala un albero altissimo con Oniriluigi e distrugge l'Uovo di Piumadormo; l'uccello si arrabbia e attacca i due. Oniriluigi si trasforma in Megaluigi e combatte contro il quarto Boss Gigante. Sconfitto, Piumadormo si rivela buono e nel Mondo Reale distrugge la barriera del Castello di Bowser facendolo precipitare vicino all'entrata di Sonnambosco. Un Conchiglino apre un negozio proprio vicino allo spaventoso castello. Il nostro gruppo di eroi non indugia ed entra.
Riusciti ad entrare, i nostri eroi prima incontrano il trio élite (che scappa subito via), poi vengono "calorosamente accolti" da Kamek, che scappa nel Mondo Onirico creato da Inkubak dopo aver invertito le vie del Castello, facendo confondere il gruppo. Dopo numerose insidie, finalmente Luigi si addormenta su un dormipunto e Mario entra nel Mondo Onirico a caccia del magikoopa Kamek. Raggiunto nel Mondo Onirico, inizia una prima battaglia, dove il mago però scappa. Subito Mario esce dai sogni ed il gruppo continua a proseguire. Raggiunto di nuovo Kamek, lui scappa (di nuovo) nel Neo-Castello di Bowser Onirico. Subito Mario ed i suoi amici fanno esplodere una Bob-omba gigante su un pulsante ed un altro dormipunto ora è accessibile ai nostri eroi. Subito Mario entra nel Neo-Castello di Bowser Onirico per inseguire (di nuovo) Kamek nel Mondo Onirico. Riacciuffato, inizia nuovamente la battaglia, ma Kamek scappa di nuovo. Il gruppo continua a cercare Kamek nel Castello di Bowser. Ritrovato, il magikoopa afferma che non può usare la magia. Dopo aver detto questo, il mago scappa nel Mondo Onirico. Mario apre la gabbia con le Bob-ombe, poi Luigi si addormenta sul dormipunto e Mario, con Oniriluigi, continua ad inseguire Kamek. Raggiunto il magikoopa, Mario lo affronta nello scontro finale (la diciassettesima battaglia boss), dove il mago crea tre copie di se stesso che aumentano l'attacco, la difesa e la velocità. Sconfitto Kamek, Mario torna nel Mondo Reale e i nostri eroi proseguono nel Castello. In una stanza però, i nostri eroi devono affrontare un ostacolo notevole: le fiamme oniriche. Mario, nel Mondo Onirico, riesce a spegnere le fiamme ed il gruppo prosegue nel Castello. Trovano però Bowser che dorme su...Inkubak in versione cuscino! Subito Sognoberto capisce che Inkubak vuole assorbire l'energia onirica di Bowser. Così Luigi si addormenta vicino a Bowser e Mario entra nel Neo-Castello di Bowser Onirico. Lui ed Oniriluigi esplorano il Mondo Onirico di Bowser superando ostacoli e stanze... chissà cosa li attende? Li attende... BOWSER, che mangia così tanto da diventare un colosso! Subito Oniriluigi diventa Megaluigi e con la Distruzione Fratelli sconfigge Bowser gigante. Ma Kamek dà altra energia a Bowser e lui diventa ancora più grosso! Rimane però paralizzato nella lava e Sognoberto trasforma la Distruzione Fratelli nel Colpo Stellare, ingrandendo la Super Stella. Mario colpisce in pieno Bowser sconfiggendolo una volta per tutte e concludendo il quinto ed ultimo Scontro fra Titani. Mario esce dal sogno nel momento in cui Bowser si sveglia. Poi, il Re dei Koopa Bowser ed il Re dei Pipistrelli Inkubak scappano nel piano più in alto. Il gruppo non indugia e continua a salire. Qui Bowser scappa rompendo l'alleanza con Inkubak; Sognoberto e Inkubak si scontrano, il pipistrello scappa nel Mondo Onirico dove verrà sconfitto da Mario nella diciottesima battaglia boss. Sconfitto Inkubak, Mario torna nel Mondo Reale e insieme ai suoi amici va a salvare Peach e a sconfiggere Bowser una volta per tutte. Arrivato fin sulla cima del Castello, Mario trova Peach imprigionata e Bowser. Essendo distratto da Sognoberto, il Re dei Koopa non si accorge che Dorastella si sta avvicinando alla gabbia di Peach. Cosa vuole fare? Quando Bowser sta per annientare i fratelli, Dorastella e Peach colpiscono Bowser con un laser rosa e poi distruggono la Pietra Onirica. Bowser ne aspira i frammenti e diventa Oniribowser, una versione più grossa e dai colori della Pietra Onirica. Sconfitto Bowser, il mitico duo di eroi conclude la diciannovesima ed ultima battaglia boss. Il castello comincia a crollare e quando Mario, Luigi e Peach stanno per cadere, Piumadormo arriva e li prende al volo. Subito tornano a Castel Guanciale dove Sognoberto consegna un barattolo con i resti della Pietra Onirica. Piumadormo invece di ricostruirla come vuole il principe, la trasforma in una Mega-Moneta Onirica e la distrugge facendo piovere monete. Bowser ed i suoi scagnozzi, rimasti a bordo di un lentissimo Clown Koopa, precipitano nel vuoto. L'Isola Guanciale è finalmente libera dal malefico Re Bowser!

## Modalità di gioco
In questo titolo sono presenti aree di gioco ambientate all'interno dei sogni di Luigi, che possono essere esplorate da Mario in compagnia di più copie del fratello, il quale può duplicarsi, dato che non è il vero Luigi, ma solo la proiezione del suo subconscio. Queste sezioni di gioco sono a scorrimento laterale, come l'interno del corpo di Bowser nel titolo precedente, ma sono comunque presenti aree riprese dall'alto. In alcune occasioni Mario si muoverà da solo, aiutato dalle reazioni di Luigi, stimolato nel Mondo Reale da Dorastella mentre dorme. Grazie alla sua capacità di replicarsi, Luigi può, durante le battaglie, potenziare le mosse di Mario, o, nell'overworld, permettergli di accedere in determinate zone altrimenti inaccessibili.